# Blahovișcenka, Kuibîșeve
Blahovișcenka (în ucraineană Благовіщенка) este localitatea de reședință a comunei Blahovișcenka din raionul Kuibîșeve, regiunea Zaporijjea, Ucraina. În secolul al XIX-lea, satul făcea parte din volostul Biloțerkivka, uezdul Oleksandrivsk.

## Demografie
Componența lingvistică a localității Blahovișcenka
     Ucraineană (94,91%)
     Rusă (4,31%)
     Alte limbi (0,42%)
Conform recensământului din 2001, majoritatea populației localității Blahovișcenka era vorbitoare de ucraineană (94,91%), existând în minoritate și vorbitori de rusă (4,31%).